# Парахе-Нуэво
Парахе-Нуэво (исп. Paraje Nuevo) — небольшой город в восточной части Мексики, на территории штата Веракрус. Входит в состав муниципалитета Аматлан-де-лос-Рейес.

## Географическое положение
Парахе-Нуэво расположен на востоке центральной части штата, на левом берегу реки Хамалы, на расстоянии приблизительно 68 километров (по прямой) к югу от города Халапа-Энрикеса, административного центра штата. Абсолютная высота — 661 метр над уровнем моря.

## Население
Согласно данным, полученным в ходе проведения официальной переписи 2005 года, в городе проживало 4191 человек (1958 мужчин и 2233 женщины). Насчитывалось 1084 дома. По возрастному диапазону население распределилось следующим образом: 36,7 % — жители младше 18 лет, 52,8 % — между 18 и 59 годами и 10,5 % — в возрасте 60 лет и старше. Уровень грамотности среди жителей старше 15 лет составлял 93,5 %.
По данным переписи 2010 года, численность населения Парахе-Нуэво составляла 4465 человек. Динамика численности населения города по годам:
| 2000 | 2005 | 2010 |
| ---- | ---- | ---- |
| 4101 | 4191 | 4465 |